# Golfo Aranci
Golfo Aranci ist eine italienische Gemeinde (comune) mit 2375 Einwohnern (Stand 31. Dezember 2023) in der Provinz Nord-Est Sardegna auf Sardinien. Die Gemeinde liegt etwa 13,5 Kilometer nordöstlich von Olbia und etwa 43,5 Kilometer ostnordöstlich von Tempio Pausania an der Küste des Tyrrhenischen Meeres. Der Ort ist im Wesentlichen geprägt vom Tourismus und seinen vielen Stränden, die sich ringsum die Ortschaft verteilen.

## Verkehr
Golfo Aranci ist ein Hafenort an der sardischen Nordostküste. Zahlreiche Fähren führen nach Korsika, nach Livorno und Civitavecchia. Golfo Aranci ist auch Endstation der Bahnstrecke Cagliari–Golfo Aranci Marittima.